# ارزن پادزهری
ارزن پادزهری (نام علمی: Panicum antidotale) نام یک گونه از سرده پانیکام است.